# Ronnie Taylor
Pour les articles homonymes, voir Taylor et Ronnie Taylor.
Ronald Josiah Taylor, dit Ronnie Taylor, est un cadreur et directeur de la photographie britannique, né le 27 octobre 1924 à Londres, quartier d'Hampstead (Angleterre) et mort le 3 août 2018.
Membre honoraire de la British Society of Cinematographers (BSC), il en est le président de 1990 à 1992.

## Biographie
Au cinéma, Ronnie Taylor débute comme premier assistant opérateur sur Ceux de chez nous (1943) de Sidney Gilliat et Frank Launder. Après trois autres films britanniques à ce poste, il devient cadreur en 1949 et exerce cette fonction jusqu'en 1981.
Parmi ses films notables comme cadreur, citons Les Chemins de la haute ville de Jack Clayton (1959 ; chef opérateur : Freddie Francis), Les Griffes du lion de Richard Attenborough (1972), Barry Lyndon de Stanley Kubrick (1975 ; chef opérateur : John Alcott), et Star Wars, épisode IV : Un nouvel espoir de George Lucas (1977 ; chef opérateur : Gilbert Taylor).
Après une première expérience comme directeur de la photographie en 1962 sur Two and Two Make Six (où il retrouve Freddie Francis passé à la réalisation), il dirige régulièrement les prises de vues de nombreux films, de Tommy de Ken Russell (1975) au Sang des innocents de Dario Argento (2001).
Dans l'intervalle, il assiste notamment Richard Attenborough sur trois films : Gandhi (1982), Chorus Line (1985) et Cry Freedom (1987).
Gandhi lui permet de gagner en 1983 l'Oscar de la meilleure photographie ; en outre, le même film, ainsi que Cry Freedom, lui valent chacun une nomination au British Academy Film Award de la meilleure photographie.
De 1965 à 1995, Ronnie Taylor est également cadreur ou chef opérateur à la télévision sur la série Chapeau melon et bottes de cuir (cinq épisodes de la 1re série, saison 4, comme cadreur), un feuilleton (Maître du jeu, comme directeur de la photographie) et plusieurs téléfilms.

## Filmographie partielle

### Au cinéma

#### Comme premier assistant opérateur
- 1943 : Ceux de chez nous (Million like us) de Sidney Gilliat et Frank Launder
- 1944 : Deux mille femmes ou Prisonnières de guerre (2,000 Women) de Frank Launder
- 1947 : Holiday Camp de Ken Annakin
- 1948 : Easy Money de Bernard Knowles

#### Comme cadreur
- 1949 : Boys in Brown de Montgomery Tully
- 1956 : La Page arrachée (Lost) de Guy Green
- 1957 : Pour que les autres vivent (Seven Waves Away) de Richard Sale
- 1957 : The Hypnotist de Montgomery Tully
- 1957 : The Scamp de Wolf Rilla
- 1958 : L'Heure audacieuse (Next to No Time) d'Henry Cornelius
- 1959 : Les Chemins de la haute ville (Room at the Top) de Jack Clayton
- 1959 : Home is the Hero de Fielder Cook
- 1959 : Fils de forçat (Beyond this Place) de Jack Cardiff
- 1959 : La Bataille des sexes (The Battle of the Sexes) de Charles Crichton
- 1960 : Les Seins de glace (The Rough and the Smooth) de Robert Siodmak
- 1960 : Samedi soir, dimanche matin (Saturday Night and Sunday Morning) de Karel Reisz
- 1961 : Les Innocents (The Innocents) de Jack Clayton
- 1964 : Ballade en bleu (Ballad in Blue) de Paul Henreid
- 1964 : Das Verrätertor de Freddie Francis
- 1966 : Morgan (Morgan : A Suitable Case for Treatment) de Karel Reisz
- 1966 : Un mort en pleine forme (The Wrong Box) de Bryan Forbes
- 1967 : Dutchman d'Anthony Harvey
- 1967] : Les Chuchoteurs (The Whisperers) de Bryan Forbes
- 1967 : Le Bobo (The Bobo) de Robert Parrish
- 1968 : Le chat croque les diamants (Deadfall) de Bryan Forbes
- 1969 : Ah Dieu ! que la guerre est jolie (Oh ! What a Lovely War) de Richard Attenborough
- 1970 : The Walking Stick d'Eric Till
- 1971 : Les Diables (The Devils) de Ken Russell
- 1972 : Les Griffes du lion (Young Winston) de Richard Attenborough
- 1972 : Savage Messiah de Ken Russell
- 1973 : Théâtre de sang (Theater of Blood) de Douglas Hickox
- 1973 : Tales That Witness Madness de Freddie Francis
- 1974 : Phantom of the Paradise de Brian De Palma
- 1975 : Barry Lyndon de Stanley Kubrick
- 1976 : Intervention Delta (Sky Riders) de Douglas Hickox
- 1977 : Star Wars, épisode IV : Un nouvel espoir (Star Wars, episode IV : A New Hope) de George Lucas
- 1977 : Valentino de Ken Russell
- 1978 : Le Grand Sommeil (The Big Sleep) de Michael Winner
- 1979 : L'Ultime Attaque (Zulu Dawn) de Douglas Hickox
- 1979 : Le Putsch des mercenaires (A Game for Vultures) de James Fargo

#### Comme directeur de la photographie
- 1962 : Two and Two Make Six de Freddie Francis
- 1975 : Tommy de Ken Russell
- 1978 : Le Cercle de fer (Circle of Iron) de Richard Moore
- 1982 : Gandhi de Richard Attenborough
- 1983 : Les Aventuriers du bout du monde (High Road to China) de Brian G. Hutton
- 1984 : Champions de John Irvin
- 1985 : Chorus Line (A Chorus Line) de Richard Attenborough
- 1986 : Le Sorcier de ces dames (Foreign Body) de Ronald Neame
- 1987 : Opéra (Opera) de Dario Argento
- 1987 : Cry Freedom de Richard Attenborough
- 1989 : Les Experts (The Experts) de Dave Thomas
- 1989 : Mélodie pour un meurtre (Sea of Love) d'Harold Becker
- 1990 : Le Voleur d'arc-en-ciel (The Rainbow Thief) d'Alejandro Jodorowsky
- 1998 : Le Fantôme de l'Opéra (Il fantasma dell'opera) de Dario Argento
- 2001 : Le Sang des innocents (Non ho sonno) de Dario Argento

#### Autres fonctions
- 1971 : La Guerre de Murphy (Murphy's War) de Peter Yates (prises de vues aériennes)
- 1976 : La Revanche d'un homme nommé cheval (The Return of a Man called Horse) d'Irvin Kershner (prises de vues additionnelles)
- 1977 : L'Île du docteur Moreau (The Island of Dr. Moreau) de Don Taylor (seconde équipe)
- 1978 : Les Guerriers de l'enfer (Who'll Stop the Rain) de Karel Reisz (prises de vues additionnelles)

### À la télévision

#### Comme cadreur
- 1965 : Chapeau melon et bottes de cuir (The Avengers), 1re série, saison 4 :

- - épisode 1 : Les Aigles (The Master Minds)
  - épisode 2 : Meurtre par téléphone (Dial a Deadly Murder)
  - épisode 3 : Mort en magasin (Death at Bargain Prices) de Charles Crichton
  - épisode 4 : Faites de beaux rêves (Too Many Christmas Trees) de Roy Ward Baker
  - épisode 7 : Cœur à cœur (The Murder Market)

#### Comme directeur de la photographie
(téléfilms, sauf mention contraire)
- 1983 : Le Chien des Baskerville (The Hound of the Baskervilles) de Douglas Hickox
- 1984 : Nairobi Affair de Marvin J. Chomsky
- 1984 : Maître du jeu (Master of the Game), feuilleton de Kevin Connor et Harvey Hart
- 1993 : Age of Treason de Kevin Connor
- 1994 : Une ombre dans la nuit (Shadow of Obsession) de Kevin Connor
- 1995 : Redwood Curtain de John Korty

## Distinctions

### Récompense
- Oscar de la meilleure photographie 1983 pour Gandhi, partagé avec Billy Williams.

### Nominations
- British Academy Film Award de la meilleure photographie :
  - 1983 : Gandhi - partagée avec Billy Williams ;
  - 1988 : Cry Freedom.